# Amblygobius bynoensis
Amblygobius bynoensis là một loài cá biển thuộc chi Amblygobius trong họ Cá bống trắng. Loài này được mô tả lần đầu tiên vào năm 1844.

## Từ nguyên
Từ định danh bynoensis được đặt theo tên gọi của cảng Bynoe thuộc Lãnh thổ Bắc Úc, cách Darwin khoảng 41 km về phía tây nam, là nơi mà mẫu định danh của loài cá này được thu thập (–ensis: hậu tố chỉ nơi chốn).

## Phân bố và môi trường sống
A. bynoensis có phân bố giới hạn ở Tây Nam Thái Bình Dương, từ khu Yampi Sound (thuộc vùng Kimberley của Tây Úc) do theo bờ bắc Úc về phía đông đến đảo Masthead (ở phía nam rạn san hô Great Barrier), cũng như quần đảo Chesterfield trên biển San Hô (Nouvelle-Calédonie).
Amblygobius stethophthalmus trước đây được cho là đồng nghĩa của A. bynoensis, hiện là loài hợp lệ có phân bố ở khu vực Đông Ấn - Tây Thái. Những ghi nhận của A. bynoensis ngoài khu vực Úc và biển San Hô có lẽ là A. stethophthalmus.
A. bynoensis sống trên nền cát mịn, phù sa, đá vụn ở khu vực thảm cỏ biển và trên rạn san hô, có độ sâu đến ít nhất là 3 m.

## Mô tả
Chiều dài cơ thể lớn nhất được ghi nhận ở A. bynoensis là 10 cm. Cá có màu trắng nhạt với hai dải sọc đen dọc chiều dài thân, mờ dần về phía đuôi (sọc trên từ mõm băng qua mắt, sọc dưới từ khoé miệng). Lưng và thân trên có nhiều vạch sọc mờ. Có một đốm đen ở gốc vây đuôi.

## Sinh thái
Thức ăn của A. bynoensis là tảo và động vật giáp xác nhỏ.
A. bynoensis có thể sống được khoảng 12–13 tháng. Loài này sống theo cặp đơn phối ngẫu. Cá đực dành phần lớn thời gian canh trứng để quạt trứng. Chúng không rời khỏi tổ trong thời gian bảo vệ trứng và cũng không kiếm ăn trong thời gian này. Cá đực trưởng thành sớm hơn và trưởng thành ở kích thước nhỏ hơn so với cá cái.

## Thương mại
A. bynoensis có thể đánh bắt trong ngành buôn bán cá cảnh nhưng thường bị nhầm lẫn với A. stethophthalmus.